# 1361 Leuschneria
1361 Leuschneria (1935 QA) là một tiểu hành tinh vành đai chính được phát hiện ngày 30 tháng 8 năm 1935 bởi E. Delporte ở Uccle.